# フラミッシュ
フラミッシュ(Flamiche)は、フランス北部ピカルディ地域圏の名物料理で、リーキとクリームから作るタルトである。ブリオッシュタイプのパン生地から作り、キッシュと似ている。また、ベルギーのディナンやワロン地域の料理も指し、こちらは低脂肪のチーズ（カセット等）、バター、卵から作り、伝統的にはブルゴーニュワインを添えて、温かい状態で食べられる。